# Wardour Castle

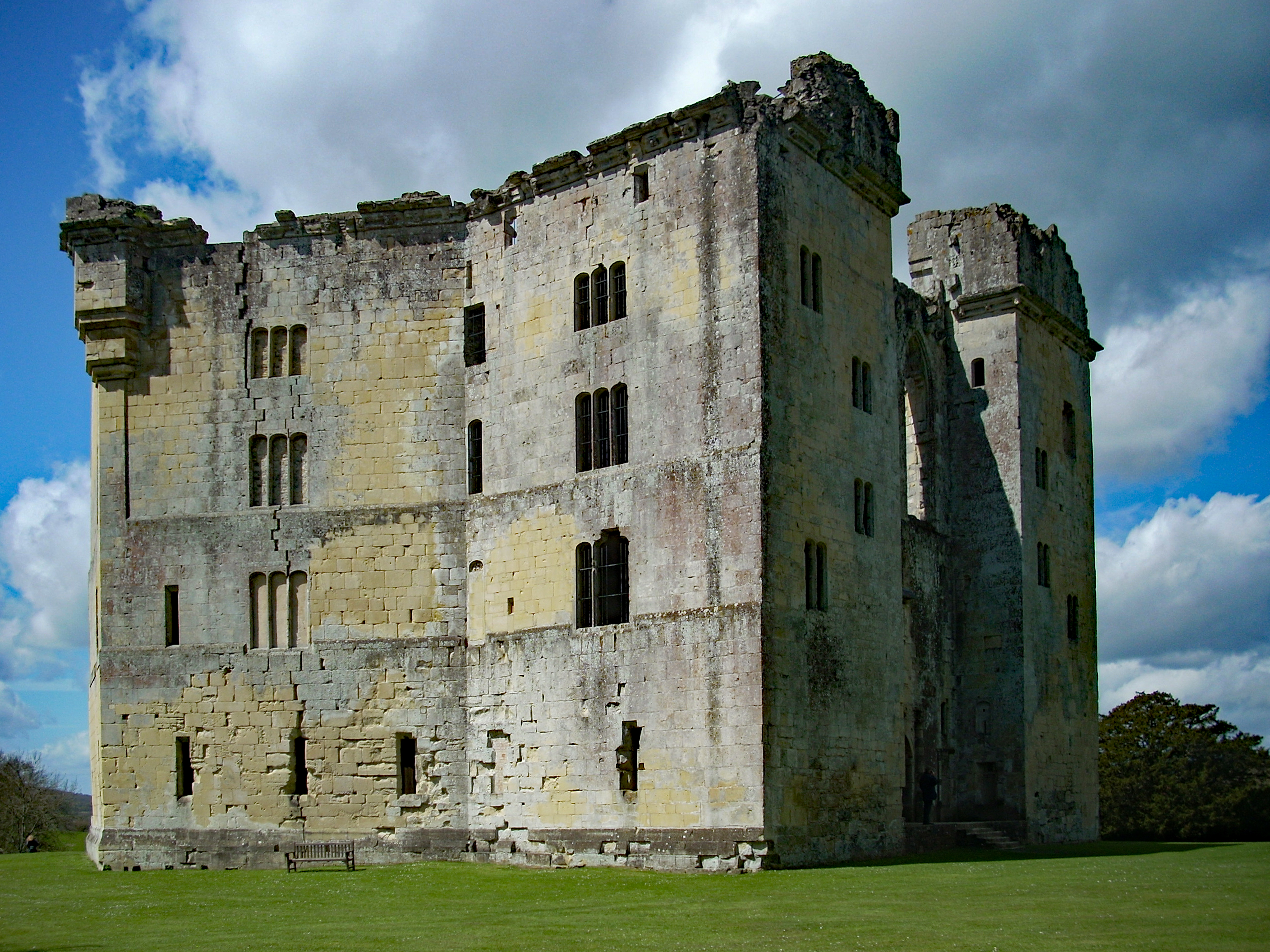
Ruinen von Old Wardour Castle

Wardour Castle, auch Old Wardour Castle, ist eine Burgruine an der Grenze der Gemeinden Tisbury und Donhead St Andrew, etwa 24 km westlich von Salisbury in der englischen Grafschaft Wiltshire. Die Burg wurde in den 1390er-Jahren errichtet und 1643–1644 im englischen Bürgerkrieg teilweise zerstört. Die Ruine wird heute von English Heritage verwaltet und ist als historisches Bauwerk I. Grades gelistet. Sie ist öffentlich zugänglich.

## Geschichte
Die Burg wurde auf einem Gelände errichtet, das vorher der Familie De St Martin gehört hatte. Als Sir Lawrence de St Martin 1385 starb, ging es aus heute nicht mehr bekanntem Grund an John Lovell, 5. Baron Lovell, über. Sie wurde aus dem vor Ort gewonnenen Tisbury Greensand, einem grünen Sandstein, errichtet. Der Baumeister war William Wynford, und Baron Lovell hatte 1392 von König Richard II. die Erlaubnis zum Bau erhalten. Die Konstruktion war durch die sechseckigen Burgen inspiriert, die damals in Teilen des europäischen Festlandes, insbesondere in Frankreich, modern waren. Aber die eigentümliche, sechsseitige Anlage ist in Großbritannien einmalig, ebenso wie der Einschluss von etlichen separaten Gästefluchten.
Nach dem Niedergang der Familie Lovell, nachdem diese in den Rosenkriegen das Haus Lancaster unterstützt hatte, wurde die Burg 1461 konfisziert und ging durch die Hände verschiedener Eigner, bis sie 1544 Sir Thomas Arundell of Lanherne kaufte. Die Arundells waren eine alte und wohlbekannte Familie aus Cornwall, deren wichtigste Zweige auf den Grundherrschaften von Lanherne, Trerice, Tolverne und Meandarva in Cornwall saßen. Die Familie besaß etliche Grundstücke in Wiltshire. Die Burg wurde erneut konfisziert, als Sir Thomas Arundell of Lanherne, ein treuer Katholik, 1552 wegen Hochverrats hingerichtet wurde. 1570 wurde das Anwesen wieder von seinem Sohn, Sir Matthew Arundell, dem späteren High Sheriff of Dorset und Custos Rotulorum of Dorset, zurückgekauft. Die Familie Arundell wurden später unter der Führung von Thomas Arundell, 1. Baron Arundell of Wardour, als einer der aktivsten katholischen Landbesitzer zu Zeiten der englischen Reformation bekannt. Als solcher waren sie natürlich Royalisten im englischen Bürgerkrieg. Während dieses Konfliktes war Thomas Arundell, 2. Baron Arundell of Wardour, in Geschäften des Königs von zuhause abwesend und hatte seine 61 Jahre alte Gattin, Lady Blanche Arundell, gebeten, die Burg zusammen mit einer Garnison von 25 gut trainierten Soldaten zu verteidigen. Am 2. Mai 1643 forderte Sir Edward Hungerford mit einer 1300 Mann starken parlamentaristischen Armee Einlass in die Burg, um nach Royalisten zu suchen. Der Einlass wurde ihm verwehrt und so belagerte er die Burg und griff ihre Mauern mit Geschützen und Minen an. Nach fünf Tagen war die Burg in der Gefahr der vollständigen Zerstörung. Lady Arundell ergab sich und die Burg wurde unter das Kommando von Colonel Edmund Ludlow gestellt. Lord Arundell war an seiner Verwundung in der Schlacht von Stratton gestorben und sein Sohn, Henry Arundell, 3. Baron Arundell of Wardour, belagerte nun seine eigene Burg, sprengte einen Großteil davon und zwang die parlamentaristische Garnison im März 1644 zur Aufgabe.
Die Familie gewann in den Zeiten des Commonwealth of England und der Glorious Revolution langsam ihre Macht zurück, bis Henry Arundell, 8. Baron Arundell of Wardour, sich genügend Geld zur Finanzierung des Wiederaufbaus geliehen hatte. Dieser Wiederaufbau wurde unter der Leitung des bekannten palladianistischen Architekten James Paine durchgeführt. Paine errichtete New Wardour Castle und ließ das alte Wardour Castle als romantische Ruine stehen. Eigentlich ist New Wardour Castle gar keine Burg, sondern ein symmetrisches, klassizistisches Landhaus mit einem Hauptblock um eine zentrale Eingangshalle mit Treppenhaus und zwei Seitenflügeln. Paine integrierte die Ruinen der alten Burg in das umgebende Parkland als eine Art Folly.
Beide „Burgen“, die alte wie die neue, waren Kulissen für etliche Filme. Die alte Burg tauchte 1991 in Kevin Costners Film Robin Hood – König der Diebe auf und 2016 auch als Schauplatz in The Journey of Aresmore. New Wardour Castle stellte eine Tanzschule in Billy Elliot – I Will Dance dar. Das Cover von Stings Album Ten Summoner’s Tales wurde ebenfalls in den Räumen von New Wardour Castle aufgenommen.

## Details von Old Wardour Castle

### Eingangstür und Eingang

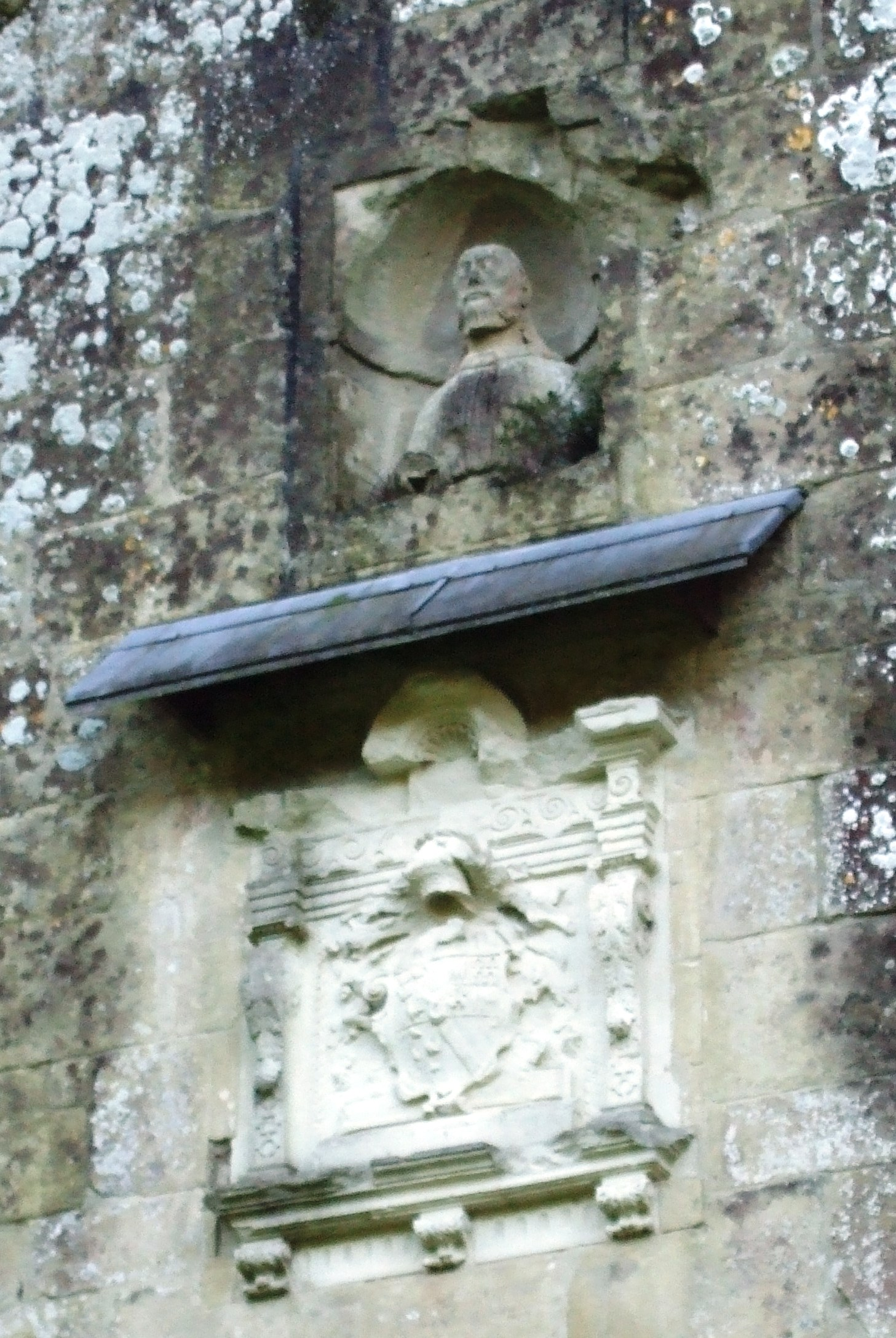
Wappen und Kopf Christi über dem Haupteingang.

Das Niveau des Grundes, auf dem die Burg steht, wurde um das 18. Jahrhundert entscheidend verändert. Im Mittelalter fiel er von der Burg weg steil ab, sodass diese auf einer Art niedrigem Hügel stand. Der Zugang zum Haupteingang war vermutlich durch einen breiten Graben geschützt, den eine Zugbrücke überspannte. Außerdem war der Eingang wohl durch ein Fallgatter zu sichern, auch wenn es davon heute keine Spuren mehr gibt. Zwischen den Türmen auf der Höhe der Zinnen kann man Überreste einer hervortretenden Galerie oder Barbakane erkennen, die zur Verteidigung des Haupteingangs diente. Über dem Portal des Haupteingangs sind das Wappen der Arundells und eine Beschreibung des Besitzes von Wardour angebracht. Diese hatte Sir Matthew Arundell 1578 zur Feier der Rückgabe des Familienbesitzes, der bei der Hinrichtung von Sir Thomas Arundell 1552 eingezogen worden war, anbringen lassen. Über dem Wappen befindet sich der Kopf Christi in einer Nische, versehen mit der Inschrift „Sub nomine tuo stet genus et domus“.

### Der Innenhof
Als die Südwestseite der Burg im 17. Jahrhundert durch eine Explosion weggesprengt wurde, veränderte sich der Innenhof von einem dunklen, beengten Ort zu einem hellen, großen Heiligtum. Er hatte wohl einen sechseckigen Grundriss und war allseitig von vier- bis fünfstöckigen Gebäuden umgeben. In den 1570er-Jahren wurden vermutlich die meisten der mittelalterlichen Türen und Fenster ausgetauscht. In der Mitte dieses Innenhofes befindet sich ein Brunnen. Hinweise von anderen Burgen in der Gegend legen den Schluss nahe, dass dieser Brunnen ein fein gearbeitetes und eindrucksvolles Dach hatte, in das die Embleme der Lovells und der Arundells eingeschnitzt und aufgemalt waren.

### Die Grotte

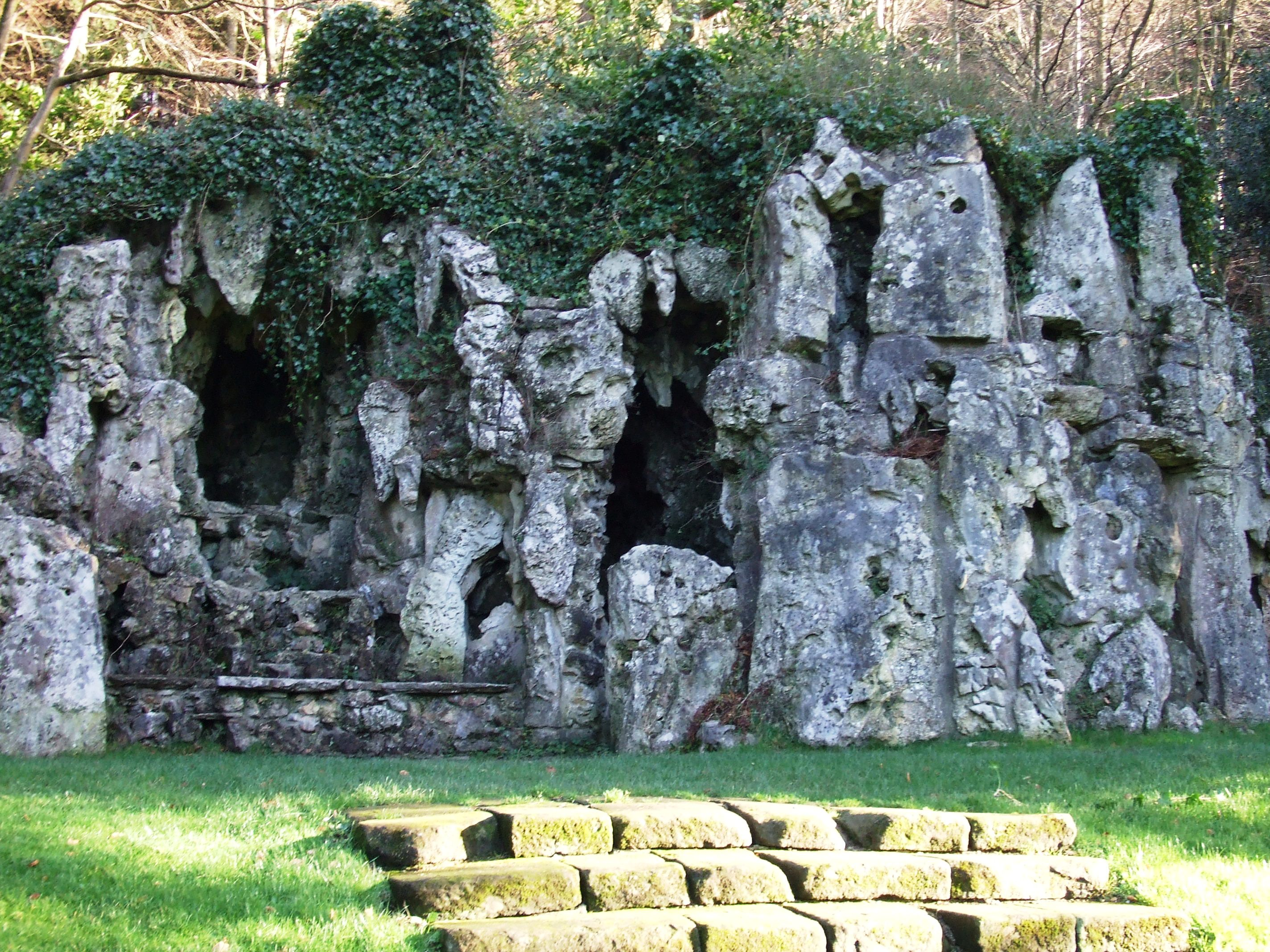
Die Grotte

Die Grotte von Old Wardour Castle war der letzte Zubau zu der Anlage. Josiah Lane aus Tisbury, der damals ein wohlbekannter Gestalter von Gartenschmuck und auch anderen Grotten in der Gegend war, baute sie 1792. Er wurde beauftragt, eine künstliche Höhle komplett mit Tropfwasser, Fossilien und Farnen aus Ziegeln, Putz und Steinen aus der Ruine der Burg zu erstellen. In der Grotte gibt es auch drei aufrechte Steine, die aus dem Steinkreis von Tisbury stammen.

### Das Banqueting House
Die Arundells kehrten in den 1680er-Jahren auf Wardour Castle zurück, nachdem sie 1644 die Burg hatten verlassen müssen. Sie ließen ein neues, kleineres Haus unmittelbar außerhalb der Burgmauer errichten, das „Banqueting House“ (dt.: „Pavillon“) genannt wurde. Erst weitere 100 Jahre später ließ die Familie New Wardour Castle errichten und zog dorthin um. In der Zwischenzeit baute man das Grundstück von Old Wardour Castle aus. Das Banqueting House wurde um 1773–1774 im damals modernen, neugotischen Stil gebaut. Es war eine Halle, in der die Arundells ihre Gäste unterhalten lassen konnten. Das Haus hatte einen offenen Kamin aus farbigem Marmor, der aus einem kleineren Haus stammte. Die heute eingebauten, bunten Glasfenster stammen wohl aus New Wardour Castle von der Renovierung der dortigen Kapelle 1786. Banqueting House wurde wohl vom örtlichen Architekten James Paine entworfen und teilweise auch gebaut; er war auch mit dem Entwurf von New Wardour Castle betraut.

### Der Rittersaal
Am oberen Ende der Stufen, die aus dem Innenhof heraufführten, fand sich der mittelalterliche Besucher in einem Gang, der links in einen Rittersaal hinter einem hölzernen Wandschirm mit bogenförmigen Öffnungen lag. Dieser Raum war das formale Zentrum der Burg, wo sich der gesamte Haushalt zu Festen und anderen besonderen Gelegenheiten traf. Die Wände waren mit Tüchern verkleidet, die die Mechanismen der beiden Fallgatter verdeckten. Matthew Arundell ließ den Rittersaal in den 1570er-Jahren umbauen. Eine neue Galerie für Musiker wurde über dem hölzernen Eingangsschirm angebracht. Der offene Kamin wurde neu gestaltet und Holzpaneele ersetzten die Wandbehänge und Banner. Der Durchgang vom Rittersaal zur Lobby wurde damals auch umgearbeitet. Die hohen Fenster und das alte Holzdach ließ er unangetastet, vermutlich weil er die großartige, alte Burg von Lord Lovell erhalten wollte.

### Die Lobby
Die Lobby war ein enger Raum, der dazu diente, den Gästen nach dem Mahl Süßwaren darzureichen, während man die Tische im Rittersaal entfernte, um Platz für den Tanz zu schaffen. Solche Räume waren begehrte Einrichtungen in mittelalterlichen Häusern. Matthew Arundell ließ den Raum in den 1570er-Jahren mit neuen offenen Kaminen ausstatten und die Treppe in den Nordturm verändern, sodass der Zugang zu den oberen Räumen privater wurde.

### Die oberen Räume
Heute ist von den oberen Räumen nur noch sehr wenig erhalten. Sie waren einmal der einladendste Teil der Burg. Wie der Rittersaal waren es hohe Räume mit komplizierten Holzdächern. Jeder der Räume hatte zwei hohe Fenster, von denen aus man die Landschaft überblicken konnte, und ein drittes zum Innenhof. 1605 wurden die oberen Räume in eine große Galerie umgebaut, einen langen Raum mit vielen Fenstern, wie das in den Obergeschossen elisabethanischer Häuser üblich war.

## Galeriebilder

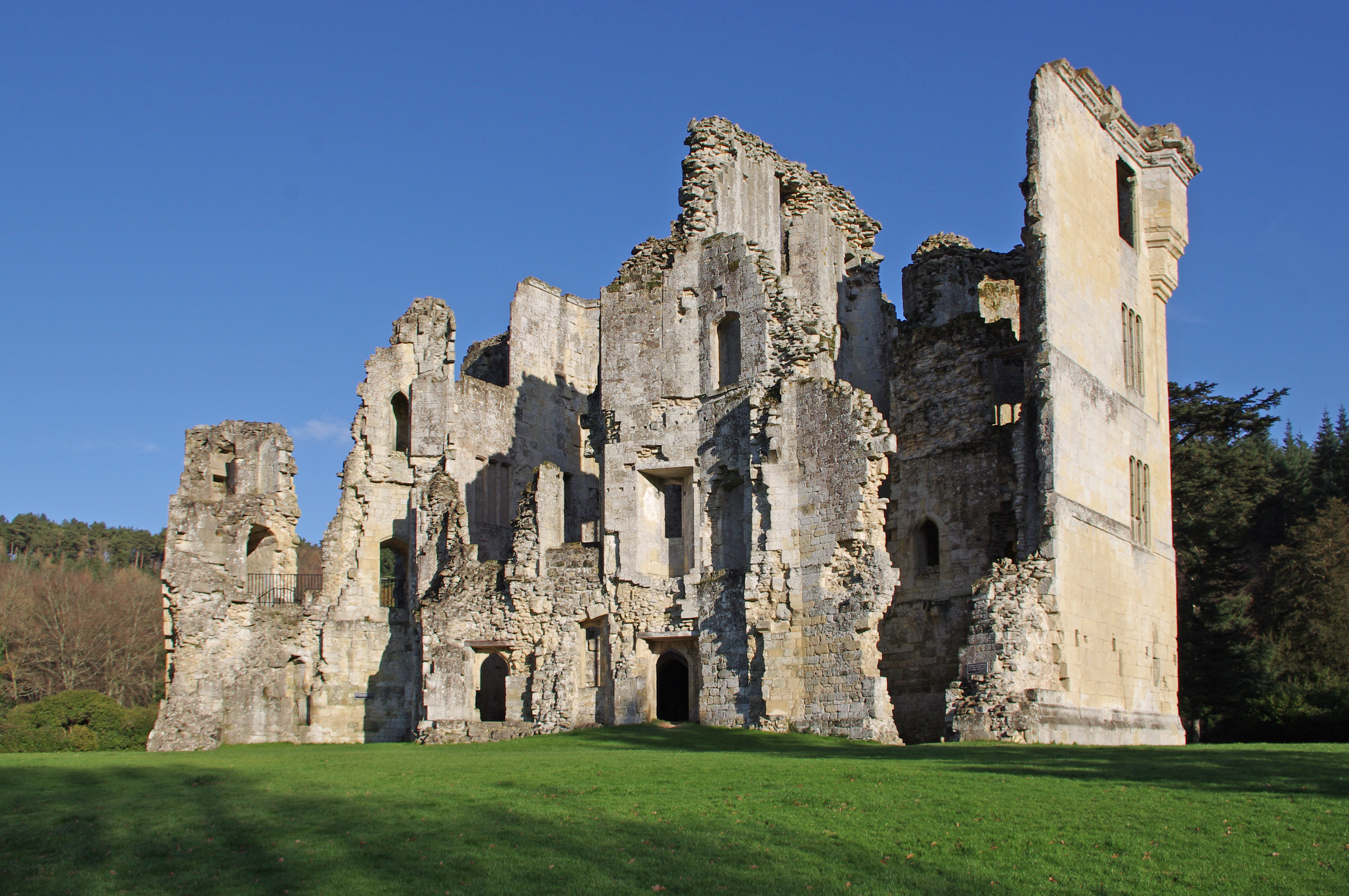
Ruinen von Old Wardour Castle
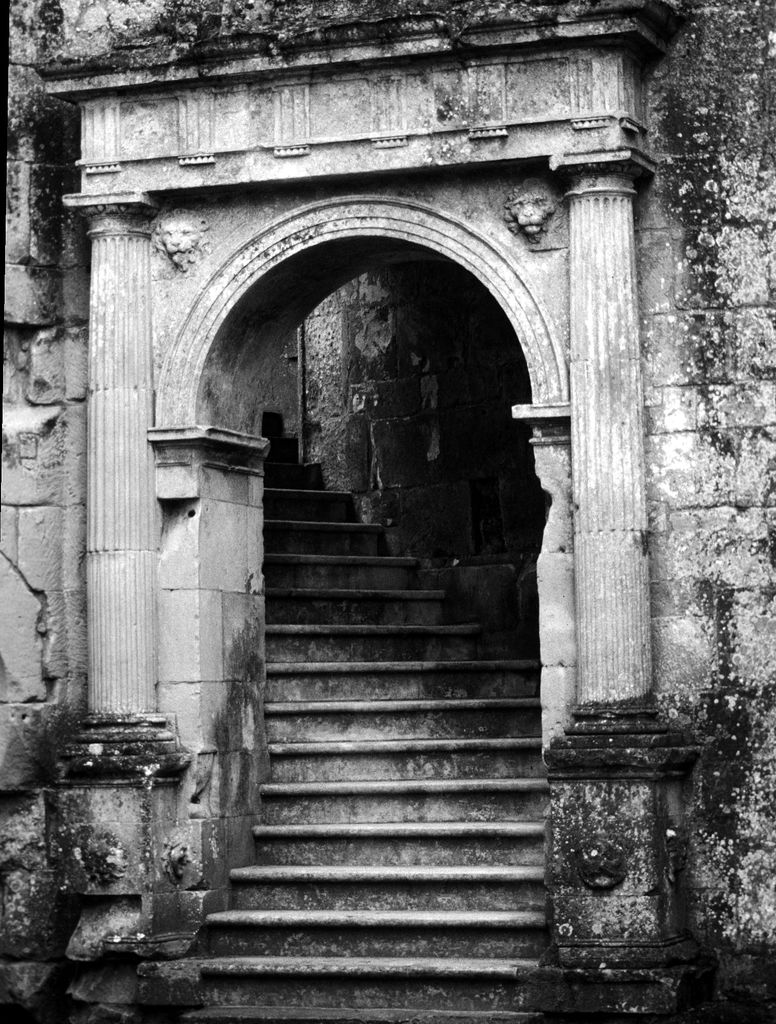
Inneres von Old Wardour Castle.
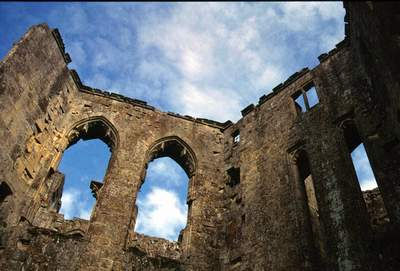
Blick aus den Innenräumen von Old Wardour Castle.
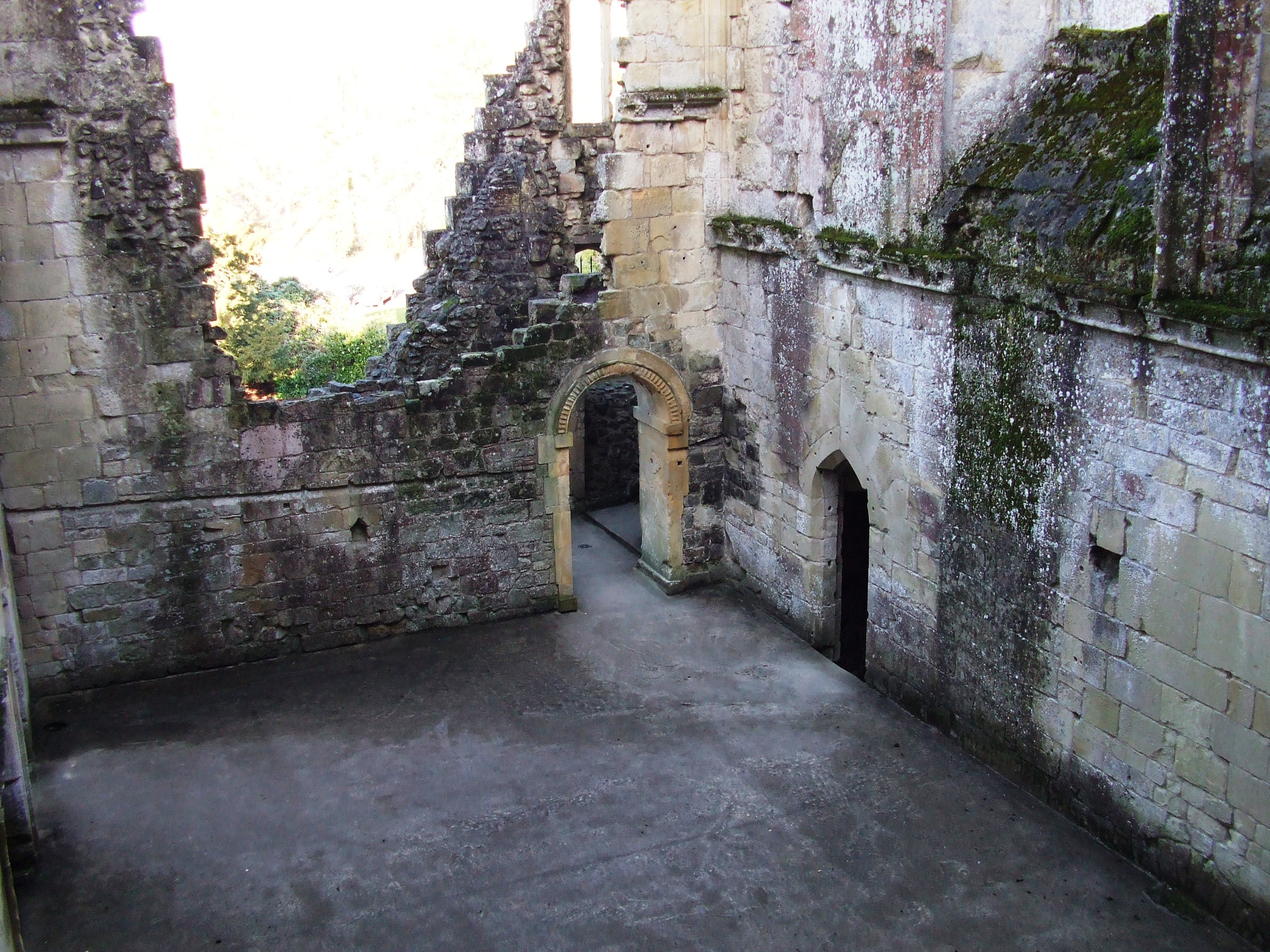
Rittersaal
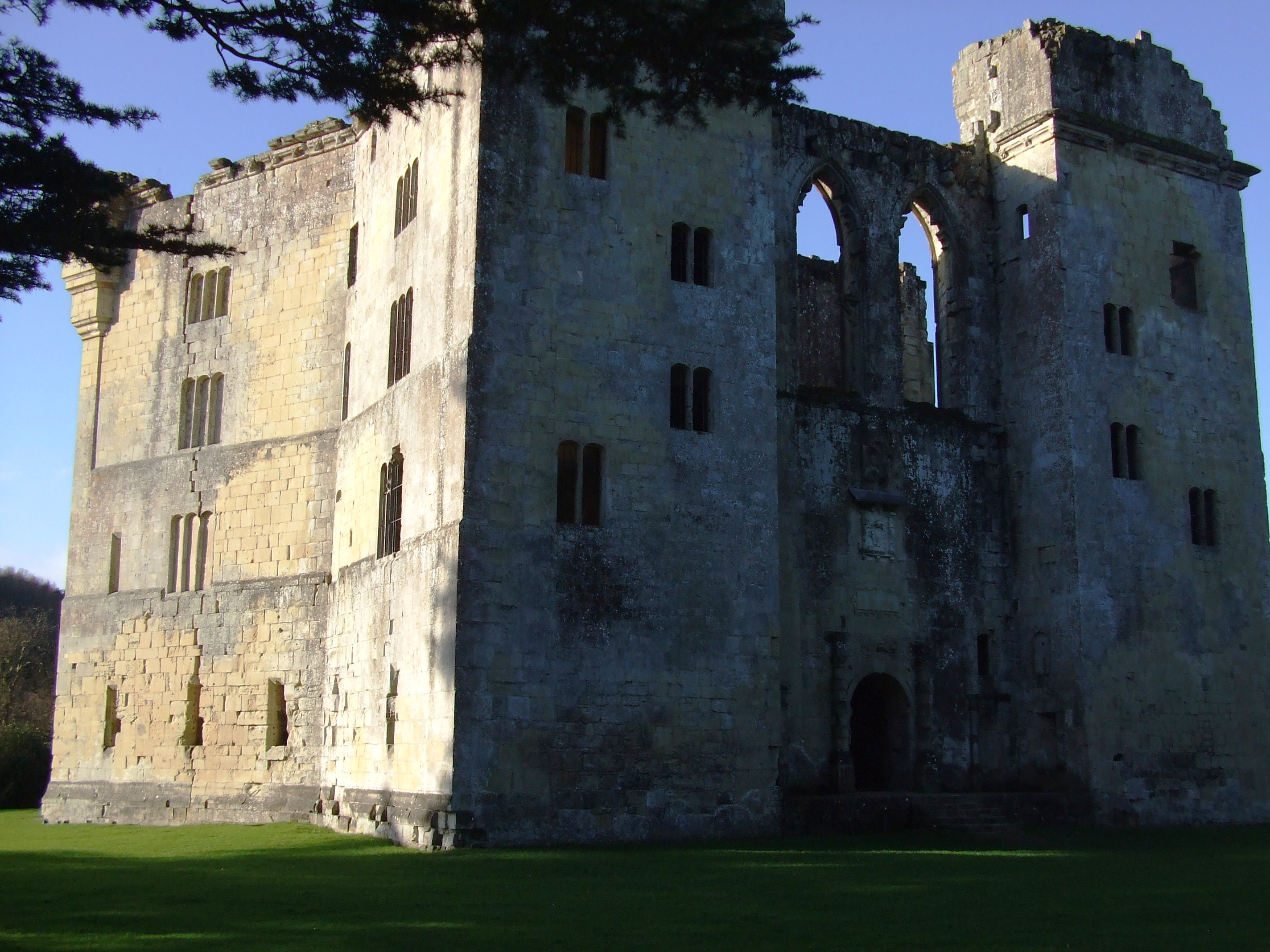
Außenansicht
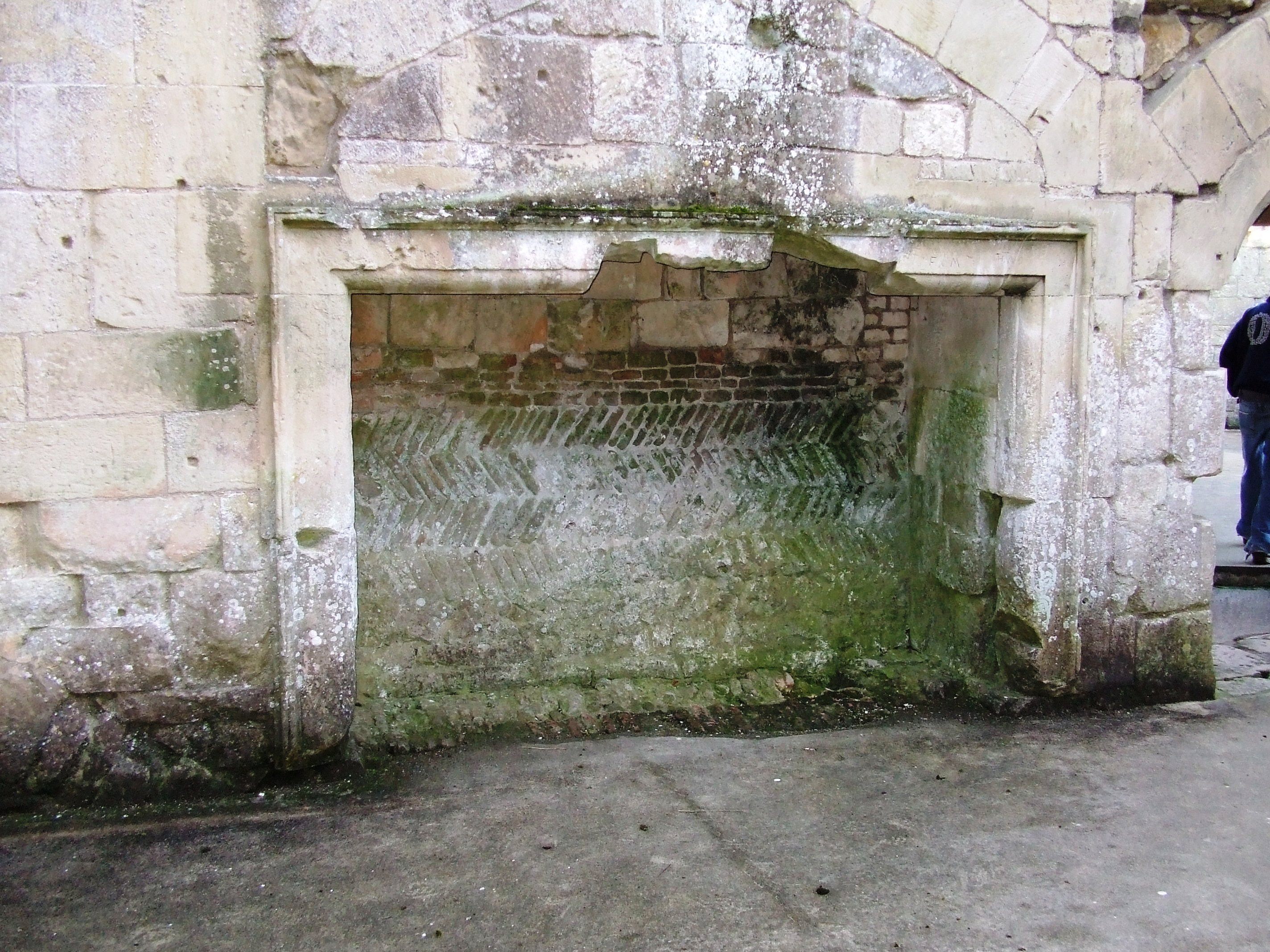
Offener Kamin
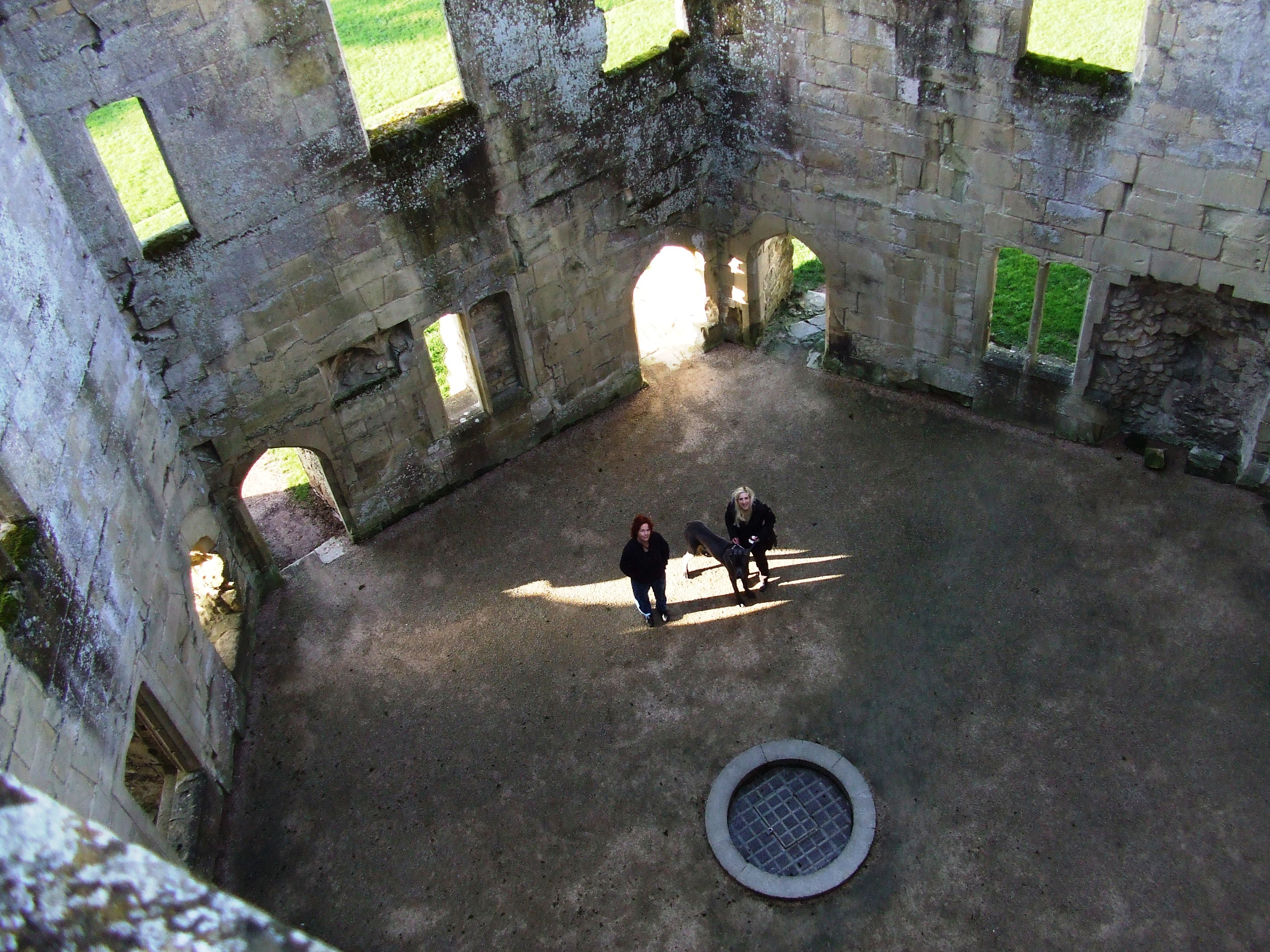
Sechseckiger Innenhof mit Brunnen vom 2. Obergeschoss aus
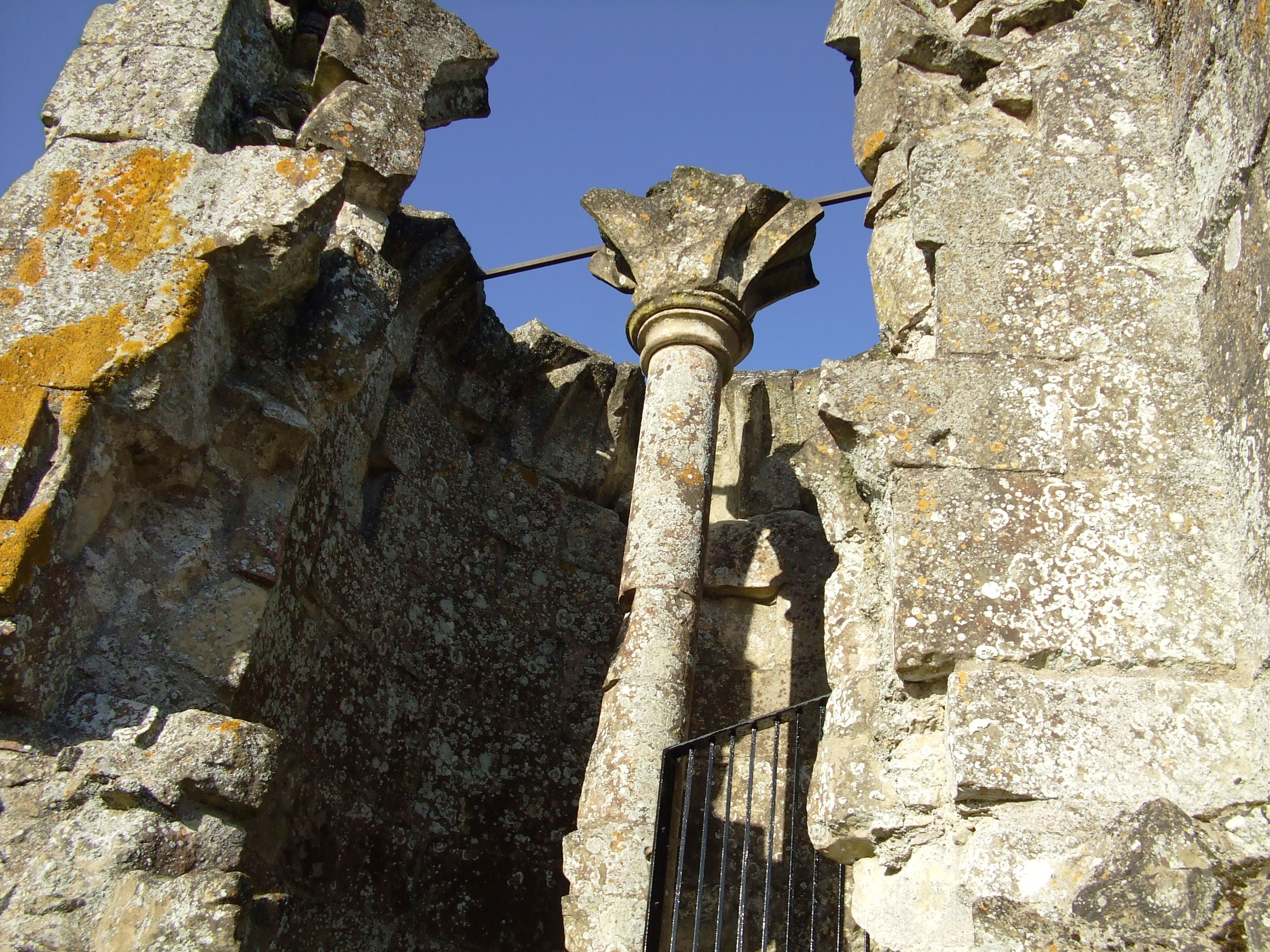
Das obere Ende des höchsten Treppenhauses
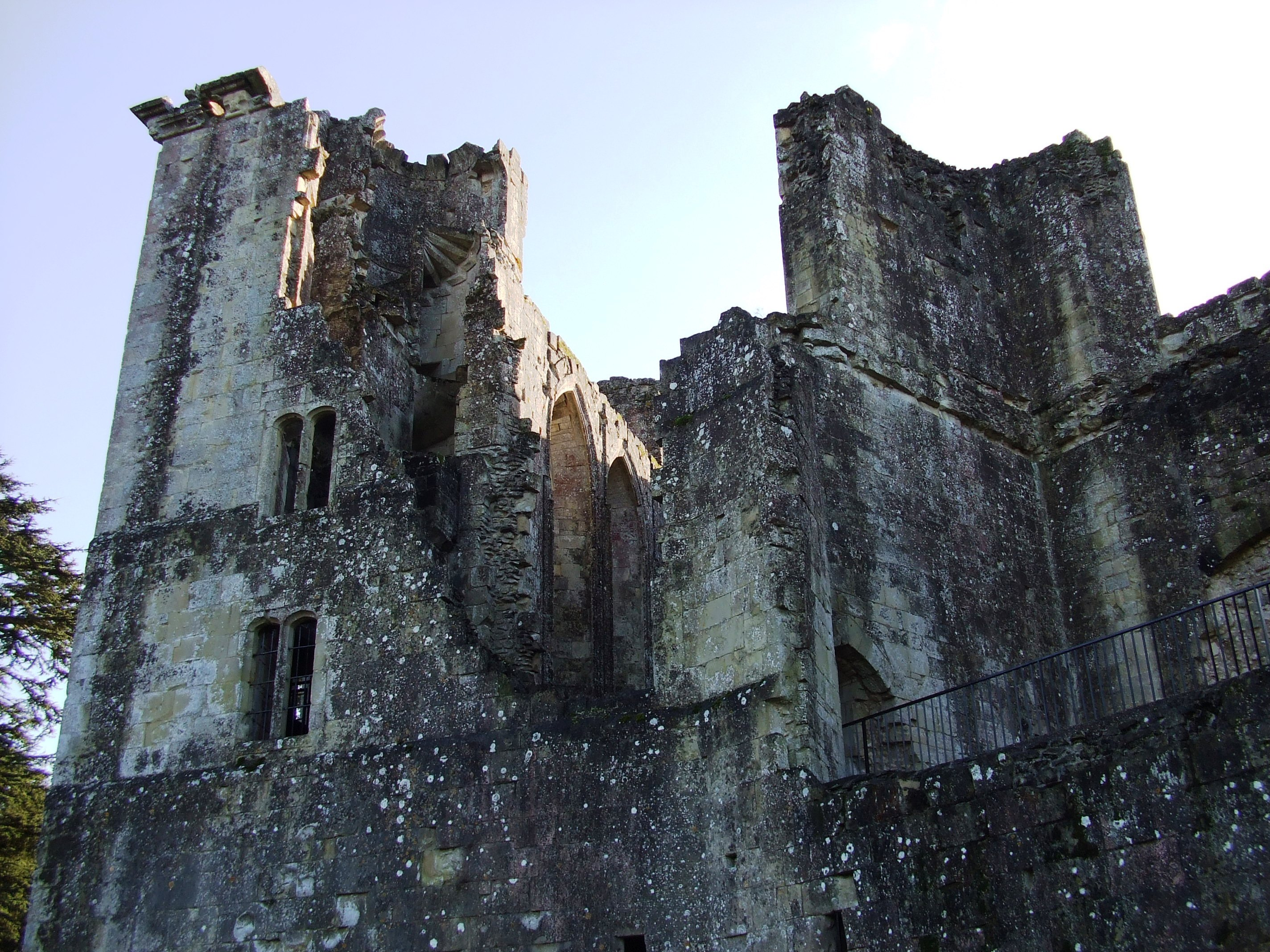
Treppenhäuser von außen
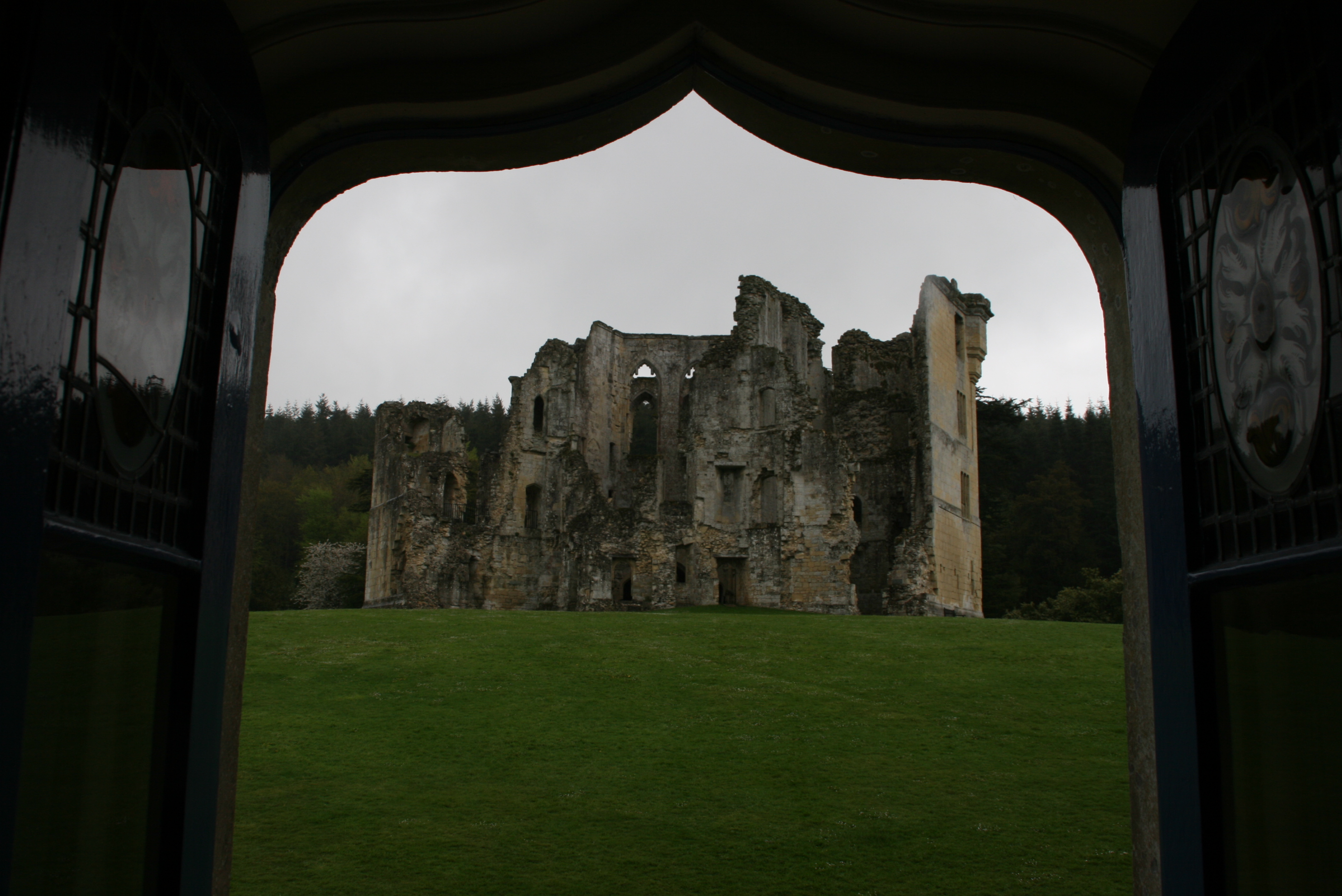
Ruinen von Old Wardour Castle von der Lodge aus